# Затишное (Николаевская область)
Затишное (укр. Затишне, до 2025 года — Родники) — село в Баштанском районе Николаевской области Украины.
Основано в 1953 году. Население по переписи 2001 года составляло 260 человек. Почтовый индекс — 56172. Телефонный код — 5158. Занимает площадь 0,096 км².

## Местный совет
56172, Николаевская обл., Баштанский р-н, с. Добрая Криница, ул. Евграшова, 1